# 约翰·瑟洛
约翰·瑟洛（英語：John Thurloe，1616年6月—1668年2月21日），英格兰共和国时期的革命家、政治家和国务委员会成员。他长期担任护国公奥利弗·克伦威尔政府的邮政局长，作为克伦威尔的亲信间谍头目，他负责调查和清除异见分子以维护共和国内部的稳定。斯图亚特王朝复辟后，瑟罗于1660年5月15日因叛国罪被捕，但未受到审判。他于6月29日获释，条件是他将效忠新政府；之后他从公共生活中退休，但仍担任政府外交事务的幕后顾问。他在1668年2月21日于伦敦林肯律师学院去世。

## 文献来源
- 本条目包含来自公有领域出版物的文本: Chisholm, Hugh (编). .  26 (第11版). London: Cambridge University Press: 902, 903. 1911.
- Firth, Charles Harding. . Lee, Sidney  (编).  56. London: Smith, Elder & Co. 1898.
- Venning, Timothy. .  線上版. 牛津大學出版社. doi:10.1093/ref:odnb/27405. 需要订阅或英国公共图书馆会员资格